# 도시에서 우는 매미
"도시에서 우는 매미"는 한국에서 제작된 김기 감독의 1984년 드라마 영화이다. 이대근 등이 주연으로 출연하였고 유옥추 등이 제작에 참여하였다.

## 출연

### 주연
- 이대근
- 차화연
- 정세혁
- 이경희

## 기타
- 원작자: 김영하
- 조명: 정경희
- 녹음: 이재웅
- 미술: 도용우